# Asociația Națională a Producătorilor de Fonograme și Interpreți
La Asociația Națională a Producătorilor de Fonograme și Interpreți (ANPFI) è un'organizzazione non governativa non a scopo di lucro che tutela l'industria musicale della Moldavia e i musicisti, interpreti, autori e compositori che ne fanno parte.